# تادی آیکاک
کلارنس سی. «تادی» آیکاک (Clarence C. "Taddy" Aycock) (زادهٔ ۱۳ ژانویه ۱۹۱۵ – درگذشتهٔ ۶ ژانویه ۱۹۸۷)، دموکرات محافظه‌کار اهل فرانکلین در منطقه پریش سنت مری، تنها معاون فرماندار در تاریخ قرن بیستم لوئیزیانا بود که برای سه دوره متمادی در این سمت خدمت کرد. وی از ۱۹۶۰ تا ۱۹۷۲ میلادی خدمت نمود. آیکاک در تنها انتخاباتی که برای کسب سمت فرمانداری شرکت کرد، در انتخابات مقدماتی دموکرات‌ها در ۱۹۷۱ میلادی شکست خورد. تنها چند معاون-فرماندار محدود در تاریخ لوئیزیانا مستقیماً به عنوان فرماندار انتخاب شده‌اند؛ فرماندار پیشین کاتلین بابینیوکس بلانکو اهل لافایت یک مورد کاملاً استثنایی است.
آیکاک در فرانکلین متولد شد، پدرش کلارنس ای. آیکاک (۱۸۸۵ – ۱۹۴۸) و مادرش انیز (نام تولد: کراسک) نام داشت. وی مدرک حقوق خود را در ۱۹۳۷ میلادی از دانشگاه لویولا در نیواورلئان کسب کرده و حرفه حقوقی خود را در فرانکلین آغاز کرد. وی هنگام خدمت در اروپا در جریان جنگ جهانی دوم، برنده نشان ستاره برنزی شد. آیکاک در ۱۹۴۵ میلادی با الین (نام تولد: چامپین؛ ۱۹۱۸ – ۲۰۱۱ میلادی) ازدواج کرد. آنها شش فرزند داشتند.

## رئیس مجلس نمایندگان لوئیزیانا، ۱۹۵۲
آیکاک در ۱۹۵۲ میلادی به عنوان عضو مجلس نمایندگان لوئیزیانا انتخاب شد و با وجود اینکه وی عضو تازه‌وارد بود، از سوی فرماندار آینده رابرت اف. کنون به عنوان رئیس مجلس توصیه گردید. در لوئیزیانا، علی‌رغم جدا بودن قوای مقننه و مجریه از هم، رؤسای مجلس به‌طور منظم توصیه فرماندار را دریافت می‌نمایند. وی در ۱۹۵۶ میلادی مجدداً به مجلس راه یافت، اما این بار از سوی جانشین کنون، آیرل کمپ لانگ، به عنوان رئیس مجلس توصیه نگردید. لانگ در نخست لوریس ام. ویمبرلی را دوباره به عنوان رئیس مجلس توصیه کرد، اما بعداً وی را در تابستان ۱۹۵۶ به عنوان رئیس اداره فواید عامه گماشت. رفتن غیرمنتظره ویمبرلی باعث شد تا رابرت جوزف «باب» انجیلی اهل سنت مارتین پریش به سرعت جانشین وی گردد. آیکاک منتسب به جناح سیاسی ضد-لانگ در حزب دموکرات لوئیزیانا بود.
هنگامی که آیکاک به عنوان معاون فرماندار و رئیس مجلس نمایندگان لوئیزیانا خدمت می‌کرد، تنها جان هینکل، حقوق دان اهل نیواورلئان و جان آلاریو، تاجر اهل ویستویگو، از سوی مجلس سنا و مجلس نمایندگان به ترتیب در بالاترین مقام رئیس مجلس سنا و رئیس مجلس نمایندگان انتخاب گردیدند.

## انتخاب به عنوان معاون فرماندار، ۱۹۶۰ و ۱۹۶۴
آیکاک برای نخستین بار توانست در انتخابات ۱۹۵۹–۱۹۶۰ میلادی نامزدی حزب دموکرات برای کرسی معاون فرماندار را کسب نماید. در آن زمان، طبق قانون اساسی ۱۹۲۱ لوئیزیانا، معاون فرماندار ریاست مجلس سنا را بر عهده داشت. طبق قانون اساسی ۱۹۷۴ میلادی، سناتورها باید «رئیس مجلس سنا» را برای پیشبرد ریاست مجلس و همچنین یک رئیس موقتی را در مقام دوم انتخاب نمایند. این رؤسای مجلس همچنین باید از جانب فرماندار توصیه گردند.
آیکاک و شهردار وقت، دابلیو. جرج بودون جونیور اهل الکساندریا در انتخابات مقدماتی دسامبر ۱۹۵۹ پیشتاز انتخابات شده و به انتخابات دور دوم در ژانویه ۱۹۶۰ راه یافتند. نامزدان بازنده مشتمل بود بر فرماندار آن زمان ایرل لانگ که سومین کارزار انتخاباتی معاون فرمانداری وی بود (دو کارزار قبلی وی ناموفق بود) و ویلیام جی. «بیل» وایت (زادهٔ ۲۵ دسامبر ۱۹۱۰ – درگذشتهٔ ۱۲ دسامبر ۱۹۹۰) اهل گرتنا در جفرسون پریش، کسی که به‌طور مشترک کارزار خود را با مفتش ایالتی ویلیام جی. «بیل» داد اهل بتن‌روژ پیش می‌برد. ارنست جی. رایت، برگزارکننده اتحادیه کارگری از نیواورلئان، نخستین نامزد آمریکایی آفریقایی‌تبار برای بدست آوردن سمت معاون فرمانداری در انتخابات مقدماتی ۱۹۶۳ و نخستین فرد از نژاد خود بود که پس از دوره بازسازی آمریکا تلاش داشت تا به این سمت حکومت دست یابد. در دور دوم انتخابات مقدماتی معاون فرمانداری، آیکاک گزینه جییمی دیویس برای سمت معاون فرمانداری بود؛ رقیب درون حزبی وی جرج بودون، با شکست نامزد دور دوم مقدماتی، شهر دار دی‌لیسیپس استوری موریسن اهل نیواورلئان، از قبل مشخص شده بود.
در انتخابات سراسری که در ۱۹ آوریل ۱۹۶۰ برگزار گردید، آیکاک جمهوری‌خواه کلارک کلینتون بوردمن (زادهٔ ۱۴ اکتبر ۱۸۸۷ – درگذشتهٔ ۸ ژوئیه ۱۹۶۵)، مهندس بازنشسته اهل مونرو در اوکیتا پریش، را شکست داد؛ وی در گورستان ریورویو در مونرو به خاک سپرده شده‌است. بوردمن که زادهٔ شهرستان سنت کریکس، ویسکانسین بود، مدرک لیسانس علوم خود را در رشته مهندسی مکانیک در ۱۹۰۹ میلادی از دانشگاه ویسکانسین-مدیسن کسب نموده بود. بوردمن و همسر وی اتیل وی. (نام تولد: مارتین؛ ۱۸۸۹ – ۱۹۸۹ میلادی) یک پسر بنام گرانت کلینتون بوردمن دوم (۱۹۲۵ – ۲۰۱۰ میلادی) داشتند که از دانشگاه ایالتی لوئیزیانا فارغ‌التحصیل گردیده و پس از پدربزرگ خود نامگذاری شده بود. بوردمن دوم بیشتر دوره حرفه‌ای خود را با کار به عنوان مهندس در شرکت کاربن و گاز سید دابلیو. ریچاردسن در فورت ورث، تگزاس سپری کرد.
آیکاک تعداد ۳۹۲۴۲۱ رأی (۸۳٫۲ آراء) و بوردمن ۶۸۱۸۶ رأی (۱۴٫۴٪ آرا) را کسب نمودند. (وان ال. فیلپس (متولد ۱۹۲۰) که نیز اهل مونرو و نامزد حزب حقوق ایالت لوئیزیانا بود به تعداد ۱۱۲۹۹ رأی و باقیمانده ۲٫۴٪ آرا را کسب کرد). بوردمن که هفتاد و دو سال عمر داشت، یک کارزار انتخاباتی فعال نداشت. در عصر نوین ایالت، وی حتی نخستین جمهوری‌خواه بود که تلاش نمود تا به کرسی معاون فرماندار برسد. تا ۱۹۸۷ میلادی، یازده ماه پس از مرگ آیکاک، هیچ جمهوری‌خواه به سمت معاون فرماندار نرسیده بود تا اینکه پاول هارتی اهل سنت مارتینویل در سنت مارتین پریش، به این سمت که پیش از آن مختص دموکرات‌های لوئیزیانا پنداشته می‌شد، دست یافت.
در کارزار انتخاباتی دسامبر ۱۹۶۳ تا ژانویه ۱۹۶۴، آیکاک به عنوان یک دموکرات «مستقل» وارد کارزار انتخاباتی شد، یعنی اینکه وی با هیچ‌یکی از نامزدان فرمانداری به کارزار نپرداخت. احتمالاً وی طرفدار رابرت کنون بود، کسی که می‌خواست مجدداً به عنوان فرماندار انتخابات گردد و کسی که آیکاک را به عنوان رئیس مجلس نمایندگان توصیه نموده بود، اما وی ترجیح داد تا به تنهایی مبارزه نماید. در نتیجه کنون همراه با نماینده پیشین ایالتی فرانسیس دوگاس، وکیل اهل تیبدوو در لافورش پریش، وارد مبارزه انتخاباتی شد. آیکاک با نامزد بعدی مورد نظر چپ موریسن برای این سمت، وکیل کلاود بی. دوال اهل هوما در تربون پریش، به دور دوم انتخابات مقدماتی راه یافت. دوال، سخنور «مکتب-کلاسیک»، به اندازه آیکاک یک محافظه کار بود، اما وی همانند همکار تکت انتخاباتی فرمانداری خود موریسن، در مناطق مرکزی و شمالی لوئیزیانا کمتر محبوب بودند. در ۱۹۶۸ میلادی، دوال همراه با رقیب پیشین خود معاون فرماندار آیکاک که رئیس مجلس نمایندگان شده بود، برای نخستین دوره از سه دوره خود وارد مجلس سنای لوئیزیانا شد. دوال و آیکاک چیز دیگری نیز مشترک داشتند: آنها هر دو از پریش‌های جنوبی لوئیزیانا که در همسایگی هم قرار داشت به مجلس راه‌یافته بودند و هر دو به سنت سیاست ضد-لانگ گرایش داشتند.

## حمایت سیاسی از گلدواتر در انتخابات ریاست جمهوری
آیکاک در انتخابات ۱۹۶۴ ریاست جمهوری، از نامزد جمهوری‌خواه بری موریس گلدواتر اهل آریزونا حمایت سیاسی نمود، نه از هم‌حزبی دموکرات خود رئیس‌جمهور لیندون بی. جانسون. فرماندار جان جی. مک‌کینی، کسی که بیشتر حامیانش در انتخابات معاون فرمانداری به آیکاک رأی داده بودند، در رقابت ریاست جمهوری بی‌طرف ماند. با این حال، دو سناتور پرقدرت دموکرات، آلن جی. الندر اهل هوما و راسل بی. لانگ اهل بتن‌روژ، از تکت انتخاباتی جانسون-هامفری حمایت نمودند. گلدواتر ده رأی الکترال لوئیزیانا را برنده شد: وی تنها دومین جمهوری‌خواهی بود که در عصر جدید توانسته بود این تعداد رأی الکترال از لوئیزیانا بدست بیاورد، نامزد دومی که به این امر دست یافته بود دوایت دی. آیزنهاور در انتخابات ۱۹۵۶ بود.